# Autolisis

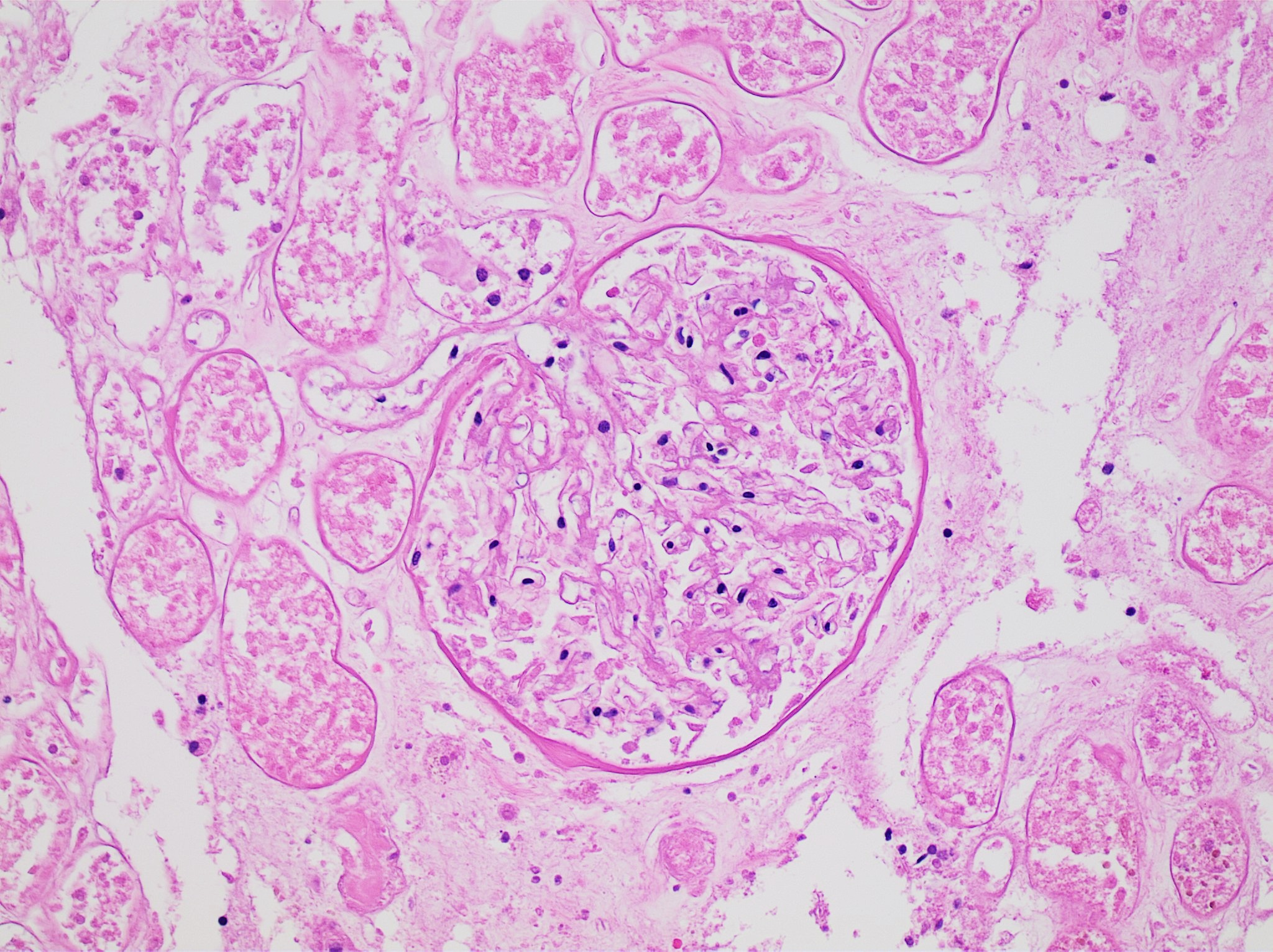
Imagen de histopatología renal mostrando autolisis, el proceso de descomposición celular post mortem, destacando cambios morfológicos y estructurales en los tejidos debido a la actividad enzimática endógena.

La autolisis o autólisis (del alemán Autolyse, y este de auto- 'auto-' y -lyse '-lisis') es un proceso biológico, anaeróbico, por el cual una célula se autodestruye, es decir, es un proceso de lisis celular espontánea, normalmente debida a la actividad de proteínas líticas llamadas autolisinas.

## Características
La autólisis celular es muy rara en condiciones normales, pero es uno de los procesos celulares que pueden ser inducidos por la radiación o por la presencia de daños severos en los tejidos, como por ejemplo, la necrosis.
Hay varios métodos por los cuales una célula puede cometer esta clase de acción:
- Algunas células vegetales absorben una gran cantidad de agua o de enzimas y luego hacen estallar sus vacuolas, de modo que la célula estalla o se parte.
- En animales, las células liberan sus propias enzimas digestivas a las membranas celulares, con lo que la célula se digiere a sí misma de fuera hacia dentro.
- La liberación de una enzima específica (autolisasa) puede causar un efecto de hidrólisis celular autoinducida, destruyendo la estructura celular.

No se debe confundir la autólisis con los casos generales de la muerte celular programada, en particular la apoptosis, en los cuales la célula pide ser eliminada o es marcada para este efecto por algún ente del sistema inmunitario.